# Otto Kunz (Unternehmer)
Otto Kunz (* 21. April 1872 in Werdohl; † 20. Mai 1959 in Köln) war ein deutscher Fabrikant feuerfester Erzeugnisse.

## Leben
Otto Kunz wurde als Sohn des Fabrikanten Hermann Kunz und der Bertha geb. Seidenstücker geboren. Er besuchte das Gymnasium in Köln-Mülheim. Nach dem Abitur studierte er zunächst einige Semester an der Technischen Hochschule Stuttgart Ingenieurwissenschaften. Hier schloss er sich dem Corps Stauffia an. Anschließend durchlief er im väterlichen Unternehmen eine kaufmännische Lehre. Nach einem längeren Aufenthalt in England vertiefte er seine kaufmännischen Kenntnisse bei der Firma Th. Wuppermann, einem Walzwerkbetrieb in Schlebusch. Danach trat er in das väterliche Unternehmen, die Firma Stoecker & Kunz, ein. Nachdem diese in eine GmbH umgewandelt worden war, wurde er deren Gesellschafter und Geschäftsführer. Das Unternehmen stellte in zwei Werken in Köln-Mülheim und Krefeld-Hafen feuerfeste Erzeugnisse her. Das Kölner Werk wurde im Zweiten Weltkrieg vollkommen zerstört. 1950 gründete Kunz mit den Didier Werken in Wiesbaden eine Interessengemeinschaft und verlagerte die gesamte Produktion an den Krefelder Standort.
Neben seiner unternehmerischen Tätigkeit war Kunz Mitglied des Aufsichtsrats der zum Gerling-Konzern gehörenden Köln-Düsseldorfer Versicherung AG, Mitglied der Industrie- und Handelskammer zu Köln, Vorstandsmitglied des Verbandes Rheinischer Industrieller und Vorstandsmitglied des Vereins der Industriellen des Regierungsbezirkes Köln. Darüber hinaus war er als Handelsrichter tätig.

## Auszeichnungen
- Otto Kunz war Ehrensenator der Technischen Hochschule Stuttgart.
- Am 2. Mai 1952 wurde ihm das Große Verdienstkreuz des Verdienstordens der Bundesrepublik Deutschland verliehen.